# 蒋天枢
蒋天枢（1903年—1988年），字秉南，江苏丰县人，中国文史学家，复旦大学教授和中文系元老。

## 生平
1927年考入北京清华学校研究院，师从著名学者陈寅恪，1929年研究生毕业。蒋毕生对老师极其敬重，晚年将自己文章搁置，而为陈寅恪整理文集，传为后人榜样。

## 著作
著有《陈寅格先生编年事辑》、《论学杂著》、《楚辭论文集》、《楚辞章句校释》等。